# Bodegón de naranjas
Bodegón de naranjas es una pintura del artista español Rafael Romero Barros. Fue realizada por el pintor en el año 1863, un año después de su designación como conservador-restaurador del Museo Provincial de Pinturas de Córdoba, actual Museo de Bellas Artes de Córdoba, institución donde se conserva actualmente. Está considerado como el mejor de sus bodegones.

## Descripción
La protagonista del lienzo es la naranja, que se muestra a modo de bodegón en sus diferentes estados. En la parte superior unas ramas de naranjo atraviesan la reja, donde se puede ver la naranja en flor y en fruto. Abajo, sobre la mesa, aparecen diferentes naranjas enteras, partidas, peladas o en gajos, y en el vaso en forma de zumo.